# Carl Cort
Carl Edward Richard Cort, couramment appelé Carl Cort, né le 1er novembre 1977 à Southwark en Londres, est un footballeur puis entraîneur anglo-guyanien. Évoluant au poste d'avant-centre, il est principalement connu pour ses saisons à Wimbledon, Newcastle United et Wolverhampton Wanderers.

## Biographie

### Carrière de joueur
Natif du quartier de Southwark à Londres, d'origine guyanienne, il est repéré adolescent par Wimbledon dont il intègre le centre de formation. Il y passe professionnel en 1996 avant d'être prêté un mois à Lincoln City en février 1997. À son retour, il joue son premier match avec son club formateur, le 9 avril 1997, contre Aston Villa.
Il marque son premier but le 13 septembre 1997, dans une victoire 3-1 à l'extérieur contre Newcastle United. Il enchaîne les bonnes performances et reçoit des sélections en Angleterre espoirs. Un autre grand moment avec Wimbledon est d'avoir inscrit un coup du chapeau contre Sunderland en League Cup en octobre 1999.
Pendant l'été 2000, il est engagé par Bobby Robson, le manager de Newcastle United, dans un transfert d'un montant de 7 millions de £ pour un contrat de 5 ans, alors que Tottenham Hotspur et Leicester City avaient aussi manifesté leur intérêt pour recruter Cort. Il joue son premier match sous ses nouvelles couleurs à l'extérieur contre Manchester United et marque son premier but la semaine suivante, pour son premier match à domicile, contre Derby County.
Il est malheureusement ensuite embêté par ses ischio-jambiers et doit subir une opération très peu de temps après son arrivée à Newcastle United. Il reste indisponible plusieurs mois et ne revient dans l'équipe qu'en mars 2001, marquant ensuite 5 buts en 10 matches pour finir la saison.
De nouvelles blessures à la hanche et au genou gâchent sa saison 2001-2002 et il va aux États-Unis pour y recevoir les soins du spécialiste qui avait déjà soigné son coéquipier Joleon Lescott. Malgré cela, il semble ne pas réussir à retrouver le même impact qu'auparavant et il a du mal à s'imposer durablement dans l'effectif au point que Newcastle United accepte de le vendre à Wolverhampton Wanderers en janvier 2004 pour 2 millions de £.
Il inscrit cinq buts pour les Wolves dans cette deuxième partie de saison mais ne peut empêcher le club d'être relégué en Championship. Au cours de la saison 2004-2005, sa forme revient et il inscrit 16 buts en 40 matches. Pour la saison 2005-2006, après un début tonitruant de 9 buts en 11 matches pour Cort, des blessures viennent encore le gêner et il n'inscrit que deux buts supplémentaires jusqu'à la fin de la saison. La saison suivante est encore marquée par des blessures à répétition au point que Wolverhampton Wanderers ne le libère de son contrat en mai 2007.
Le 8 juin 2007, il signe donc libre un contrat de deux ans pour Leicester City. Il n'y marque qu'un seul but, lors d'une défaite 3-4 contre Chelsea en League Cup, le 31 octobre 2007. Face à son peu de réussite, Leicester City le place sur la liste des transferts le 23 décembre 2007 avant de finalement le libérer de son contrat le 11 janvier 2008, ce qui lui permet de s'engager librement, le 30 janvier 2008, avec le club espagnol d'UD Marbella qui joue en Division 3.
Il y reste presque un an avant de revenir en Angleterre en s'engageant le 9 décembre 2008 pour la fin de la saison 2008-2009 pour Norwich City. Il inscrit son premier but pour les Canaries le 3 février 2009, à l'occasion d'un match nul 3-3 contre son ancien club des Wolverhampton Wanderers. Cela faisait presque trois ans qu'il n'avait plus marqué de but en championnat anglais, depuis son dernier inscrit en mars 2006 pour les Wolves contre Hull City. Malheureusement, Norwich City est relégué à l'issue de la saison 2008-2009 et ne peut prolonger le contrat de Cort qui se retrouve de nouveau sur le marché des transferts.
Il passe un test non concluant avec Wycombe Wanderers mais s'engage pour cinq mois avec Brentford qui prolongera son contrat jusqu'à la fin de la saison 2009-2010. Il inscrit son premier but avec Brentford le 3 octobre 2009 contre Swindon Town. Il marque un total de 6 buts en 26 matches. En juin 2010, il signe une prolongation de contrat d'un an mais est finalement libéré en janvier 2011. C'est à cette époque qu'il se décide, tout comme son frère Leon Cort, de jouer au niveau international pour le pays dont il est originaire, le Guyana. Il y obtient six sélections.
Après s'être entraîné avec l'AFC Wimbledon (le successeur de son club formateur de Wimbledon), il décide de quitter l'Angleterre et de tenter sa chance aux États-Unis en s'engageant pour le club de NASL des Rowdies de Tampa Bay, le 10 août 2012.

### Vie personnelle
Son grand frère, Wayne, a joué au football à haut niveau en non-league football. Son petit frère, Leon Cort, a aussi joué professionnellement en Premier League et est aussi international guyanien. Son demi-frère est Ruben Loftus-Cheek, international anglais de Chelsea.